# Roca de la Fe

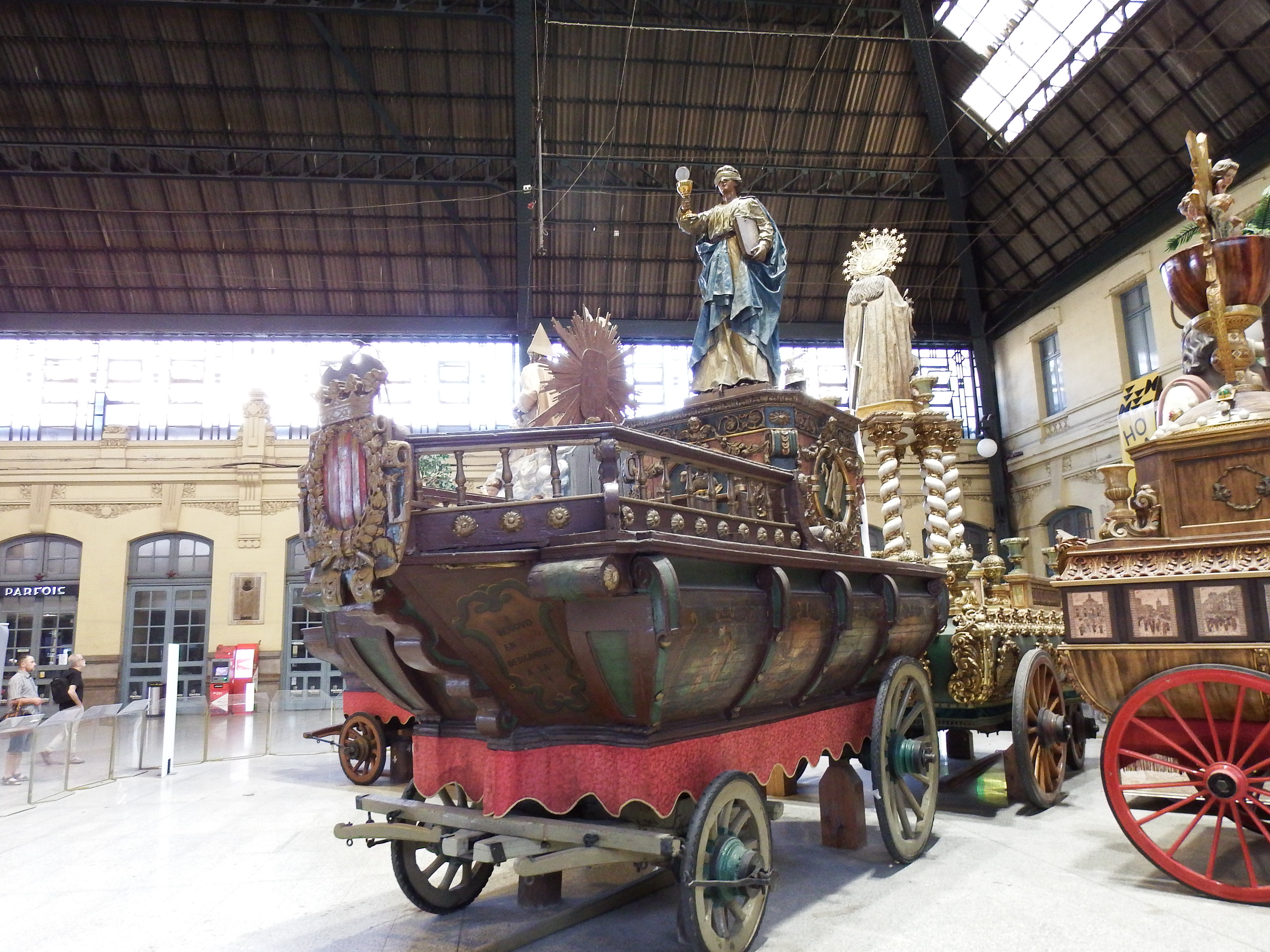
La roca dipositada a l'Estació del Nord de València. 2022

La Roca de la Fe és una de les roques de les festivitats del Corpus Christi de la ciutat de València.

## Descripció
La figura principal és la Fe, representada com una dona amb una bena als ulls i un calze a la mà dreta, figura que simbolitzaria la restauració del cristianisme arran la conquesta de València per Jaume I. Aleshores, al darrere del grup principal una altra gran figura representa la ciutat de València, amb l'escut de la ciutat i una bandera amb una creu.
Al cos baix de la roca es troben pintures del segle xviii, de temes religiosos: la Transfiguració de Jesús; els claus i la corona d'espines; el Gòlgota; les Claus del Cel; el Sermó de la muntanya; l'Esperit Sant; el bateig de Jesús; la Sagrada Forma; raïm i espigues de blat. També hi ha uns versos en castellà: "Surcando golfos de penas / Vine a dar vida y consuelo / cargada de Pan del Cielo".

## Història

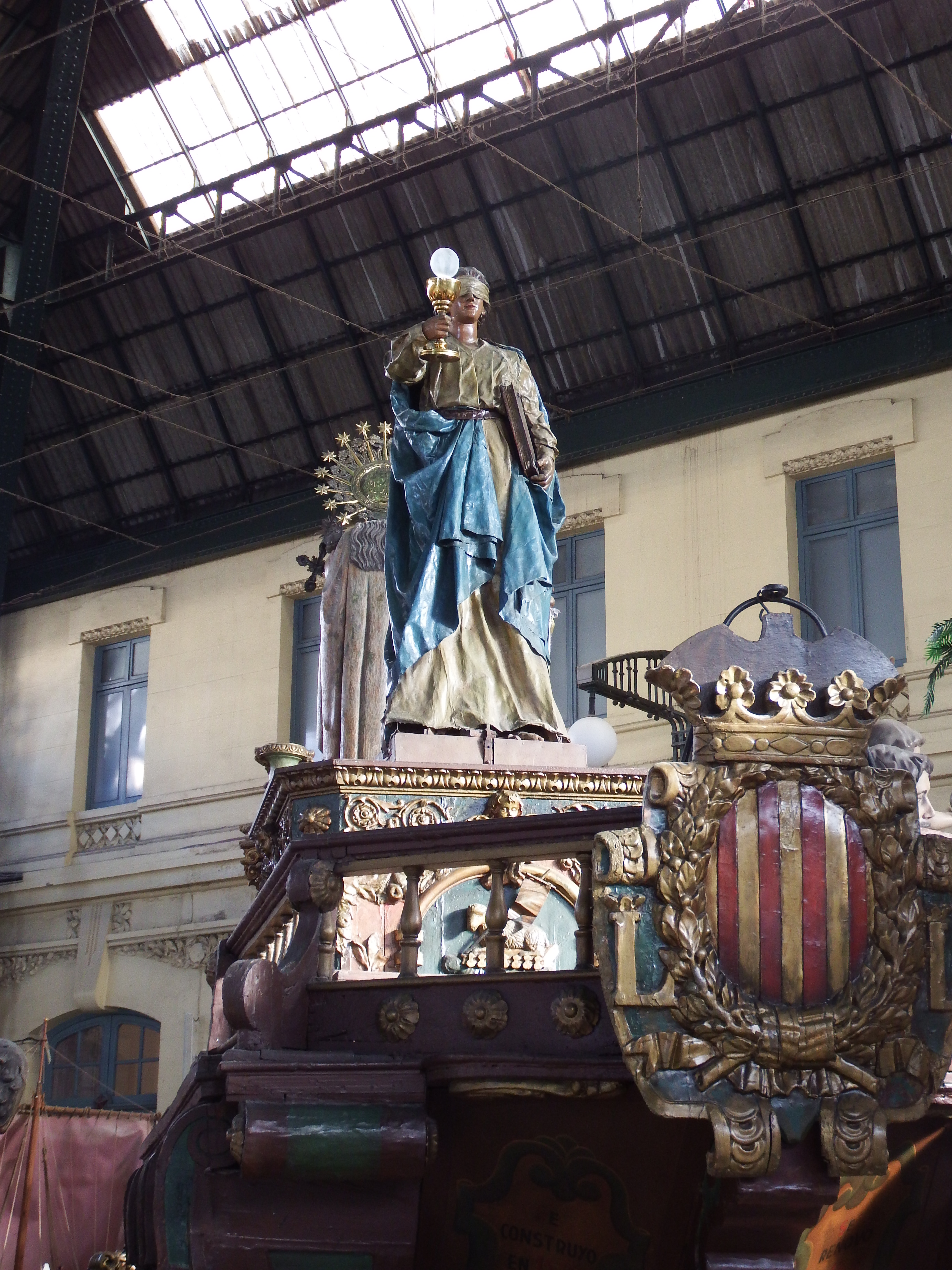
Imatge principal

Tot i que no hi ha una opinió unànime sobre quan es va construir -les dates més esmentades són 1535 i 1542- sí que hi ha coincidència en que aquesta roca és la readaptació de l'antiga del Paradís Terrenal, cosa que faria que el seu origen es remunti a 1512.
Sembla que es seu nom actual el rebé quan va ser renovada el 1702.
En la plataforma es feia una danseta de moros -popularment anomenada "de turcos"- convertits al cristianisme, i que és la mateixa que la dansa dels cavallets, però sense els cavalls.
La història de la seua conservació és força semblant a la d'altres roques anteriors a 1960. Sotmesa a una renovació el 1867 amb motiu del segon centenari de la Mare de Déu dels Desemparats, va patir la riuada de 1897, que va comportar una rehabilitació. La instal·lació dels cables del tramvia elèctric va fer que fora reduïda en alçada, i novament la gran riuada de 1957 la danyà. La restauració va acabar en 1959.
En la restauració de 1959 es va rectificar la composició de l'escut, el qual portava cinc barres en lloc de quatre.